# بیل الرینگتون
بیل الرینگتون (به انگلیسی: Bill Ellerington) (زادهٔ ۳۰ ژوئن ۱۹۲۳ - درگذشته ۴ آوریل ۲۰۱۵) بازیکن فوتبال اهل کشور انگلستان که سابقهٔ بازی در تیم ملی فوتبال انگلستان را در کارنامهٔ خود داشت. وی در تاریخ ۱۸ مه ۱۹۴۹ نخستین بازی ملی خود را در مقابل تیم ملی فوتبال نروژ انجام داد و با حضور در ۲ بازی ملی، در تاریخ ۲۲ مه ۱۹۴۹ واپسین بازی ملی‌اش را در برابر تیم ملی فوتبال فرانسه برگزار کرد.